# Puzdrowizna (SIMC 0507093)
Puzdrowizna – osada leśna w Polsce, położona w województwie mazowieckim, w powiecie ostrowskim, w gminie Brok.
W latach 1975–1998 miejscowość administracyjnie należała do województwa ostrołęckiego.

## Miejscowości o nazwie Puzdrowizna w gminie Brok
W gminie Brok istnieją trzy miejscowości podstawowe o nazwie Puzdrowizna, w tym 1 wieś i 2 osady leśne. Wieś Puzdrowizna posiada identyfikator SIMC 0507147. Niniejszy artykuł dotyczy osady leśnej Puzdrowizna, która posiada identyfikator SIMC 0507093. Drugą osadą leśną jest Puzdrowizna, która posiada identyfikator SIMC 1057338.